# Letteratura romantica in Francia

LApoteosi di Omero (1827) di Jean-Auguste-Dominique Ingres conservato al Museo del Louvre.

La letteratura romantica in Francia ha rappresentato un movimento di reazione contrario alla letteratura nazionale, dominata da un classicismo che non era esattamente un modello di imitazione dei classici. Nella letteratura inglese e nella letteratura tedesca il classicismo non aveva catturato con tanta intensità com'era avvenuto in terra francese o spagnola, anche se questa corrente fu predominante nel secolo; in Francia, grazie alla tradizione greco-latina dominante, la letteratura classica continuò per molto tempo anche dopo il Rinascimento.
Il pensiero romantico cominciò a formarsi verso il 1750 ed ha raggiunto il suo termine approssimativamente un secolo dopo; esso si sviluppò poco dopo la metà del XVIII secolo ed è stato contenuto, ma anche respinto durante la rivoluzione francese e il primo impero francese, cominciò a maturare durante la Restaurazione ed il suo trionfo fu confermato ancora nel 1830 durante la "battaglia di Hermani".
Il movimento artistico del Romanticismo in Europa occidentale è stato avviato nel corso del XVIII secolo in Gran Bretagna e in Germania, estendendosi poi anche in Francia, Spagna e lungo la penisola italiana nell'800; in Francia esso si è sviluppato soprattutto durante il periodo della Restaurazione, come reazione contro le regole imposte dal Classicismo e dal Razionalismo filosofico dei secoli precedenti.
Il Romanticismo si basa sulla rivendicazione dell'individuo contro la collettività e nella ribellione creativa dei poeti i quali desideravano la fine delle regole prescritte dal Classicismo per la creazione letteraria (le norme aristoteliche, come la regola delle tre unità di tempo-spazio-azione); si tratta quindi di un movimento che difende la libertà dell'arte di esprimersi come meglio crede: caratterizzato espressamente da una volontà di esplorare tutte le possibilità artistiche con uno scopo espressivo.
Si può pertanto parlare di una reazione del sentimento contro la ragione e contro l'empirismo, che celebra il soprannaturale ed il misterioso cercando una via di fuga nel sogno, nella fantasia, nell'esotico e nelle affezioni morbose. I valori dell'estetica e della morale nel Romanticismo sono idee ed argomenti nuovi che si sono affrettati ad influenzare anche altre aree artistiche, tra cui la pittura e la musica.

## Precursori (1750-1800)

### Discussione tra antico e moderno - il teatro di Diderot
La ribellione contro l'imitazione dei classici era già iniziata verso la fine del XVII secolo, con la "Querelle des Anciens et des Modernes". Charles Perrault, La Motte e Bernard le Bovier de Fontenelle avevano già respinto l'imitazione pedissequa dei modelli classici nella tragedia e nella commedia; la critica era stata sempre più virulenta con le opere di questi nuovi drammaturghi, che sono stati confrontati con le grandi figure della letteratura francese dell'età d'oro.
È in questo contesto che Denis Diderot si oppose agli opposti estremi della tragedia e della commedia teorizzati da Aristotele, ponendo così le basi per un nuovo genere chiamato "dramma borghese", caratterizzato dal mancato rispetto delle unità di tempo e luogo per una maggior vicinanza con le preoccupazioni del tempo, con un uso dell'empatia per insegnare attraverso l'emozione ed uno scopo morale. Dal punto di vista più meramente paesaggistico il dramma borghese introduce tutta una serie di innovazioni per dare al lavoro un maggior realismo.
Questa modifica ha reso possibile anche altri cambiamenti: il versetto è stato sostituito dalla prosa e portato ad un linguaggi più naturale, con una maggior varietà di costumi e decorazioni e con un maggior movimento interno all'azione. Esempi di teatro borghese sono le opere di Diderot Il figlio naturale (1757) e Il padre di famiglia (1758)

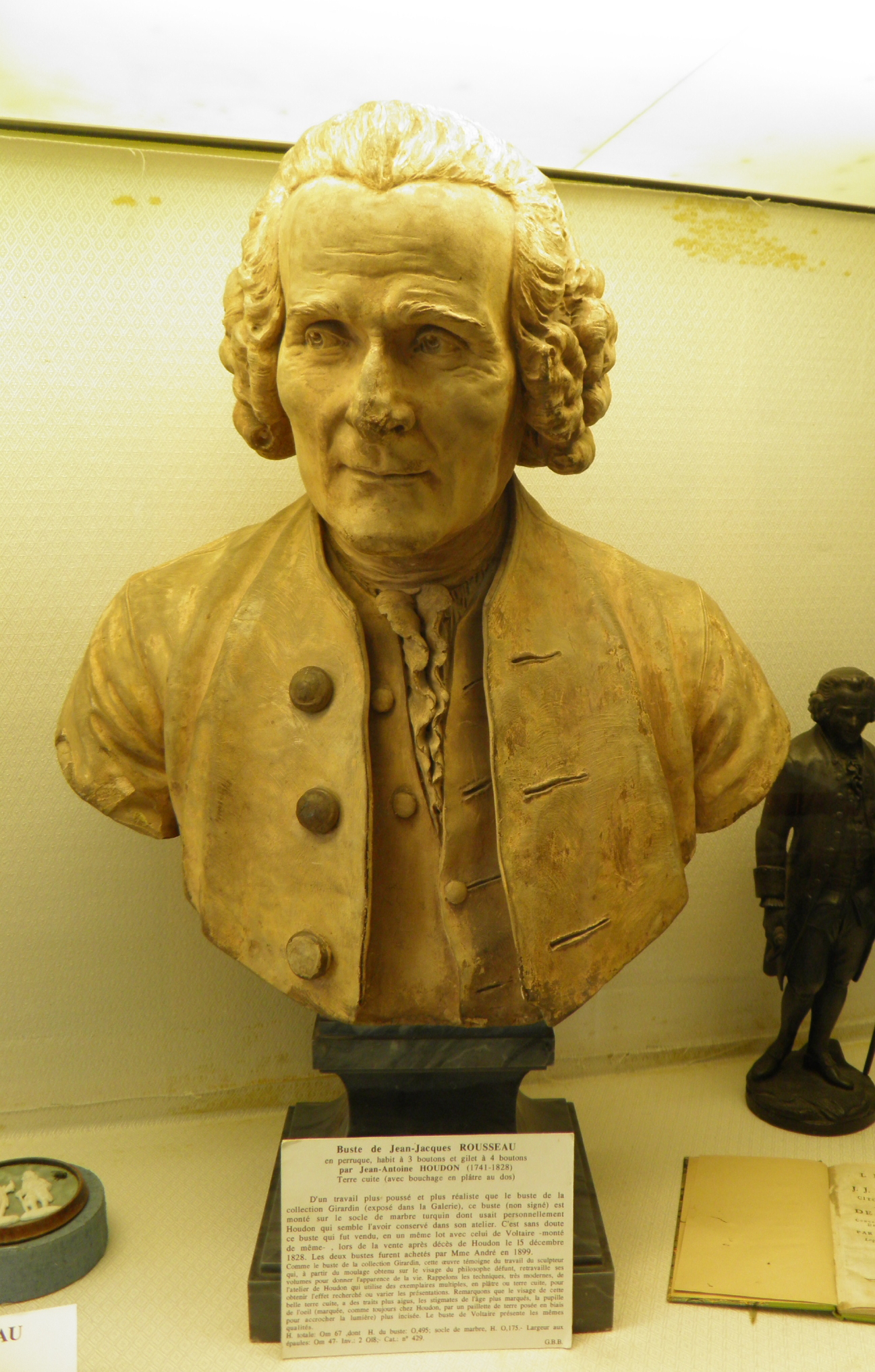
Busto di Jean-Jacques Rousseau (1778), di Jean-Antoine Houdon.

### Jean-Jacques Rousseau
Mentre l'influenza degli enciclopedisti, che nell'interesse per il Medioevo sono importanti per poter comprendere la letteratura romantica tedesca, per il romanticismo francese vi è un'altra figura che li eclissa: l'influenza avuta da Jean-Jacques Rousseau (1712-78). Figlio di un calvinista di Ginevra oggi Rousseau è considerato come uno dei pensatori che hanno ampiamente influenzato la speculazione moderna, non solo in campo letterario, ma anche e soprattutto nella filosofia politica.
Considerato come uno dei padri fondatori del Romanticismo, molte delle principali caratteristiche del pensiero romantico hanno un chiaro precursore nei suoi scritti, con l'esaltazione e la contemplazione della natura e le descrizioni dei paesaggi che si trovano in Giulia o la nuova Eloisa (1761) i quali marcarono una tendenza nello spirito romantico, a cui il più diretto successore in terra francese sarebbe stato Bernardin de Saint-Pierre Paolo e Virginia (1787), Il cottage indiano (1791) e Armonie della Natura (1815).
Il soggettivismo e l'introspezione, esponendo sentimenti interiori in cerca di una qualche forma di compassione e comprensione da parte del lettore che caratterizzano la letteratura romantica sono stati inaugurati anche dalla sua opera Le confessioni (1782-89). Egli ha poi anche affermato nel suo Discorso sull'origine e i fondamenti della diseguaglianza tra gli uomini (1755) che la civiltà ha corrotto l'uomo e che il lavoro dell'educazione dovrebbe essere quello di aiutarlo a ricondurlo al suo stato originario-primitivo.
Nel suo romanzo Emilio o dell'educazione (1762) di carattere pedagogico e sentimentale espone la propria teoria su come poter educare l'uomo in quell'ideale di semplicità da lui tanto propugnato. Il successo di "Nouvelle Heloise" ha attratto generazioni di giovani nei pressi del lago Lemano alla ricerca delle tracce dei protagonisti Julie e Saint-Preux oltre che in pellegrinaggio nei luoghi attraversati da Rousseau stesso a Clarens, Meillerie, Yverdon-les-Bains, Môtiers e nel lago di Bienne.
Rousseau si fece fin dall'inizio alcuni discepoli letterari, innanti tutto in ambito poetico: Jean-François de Saint-Lambert con Les Saisons (1769), Jean-Antoine Roucher con Mose, Jacques Delille con Les jardins ou l'art d'embellir les paysages, L'homme des champs, ou les Géorgiques françaises (1800) e i Les Trois règnes de la nature (1809). Tutti questi scrittori hanno fatto, fin dalla fine del secolo, variazioni su alcune delle questioni avviate dal Maestro; tuttavia, le preoccupazioni sorte negli ultimi anni del XVIII secolo hanno portato ad un cambiamento nelle idee filosofiche e politiche ed il grande evento finale della rivoluzione francese ha lasciato nell'incertezza la speculazione letteraria iniziata da Rousseau rispetto al Romanticismo.

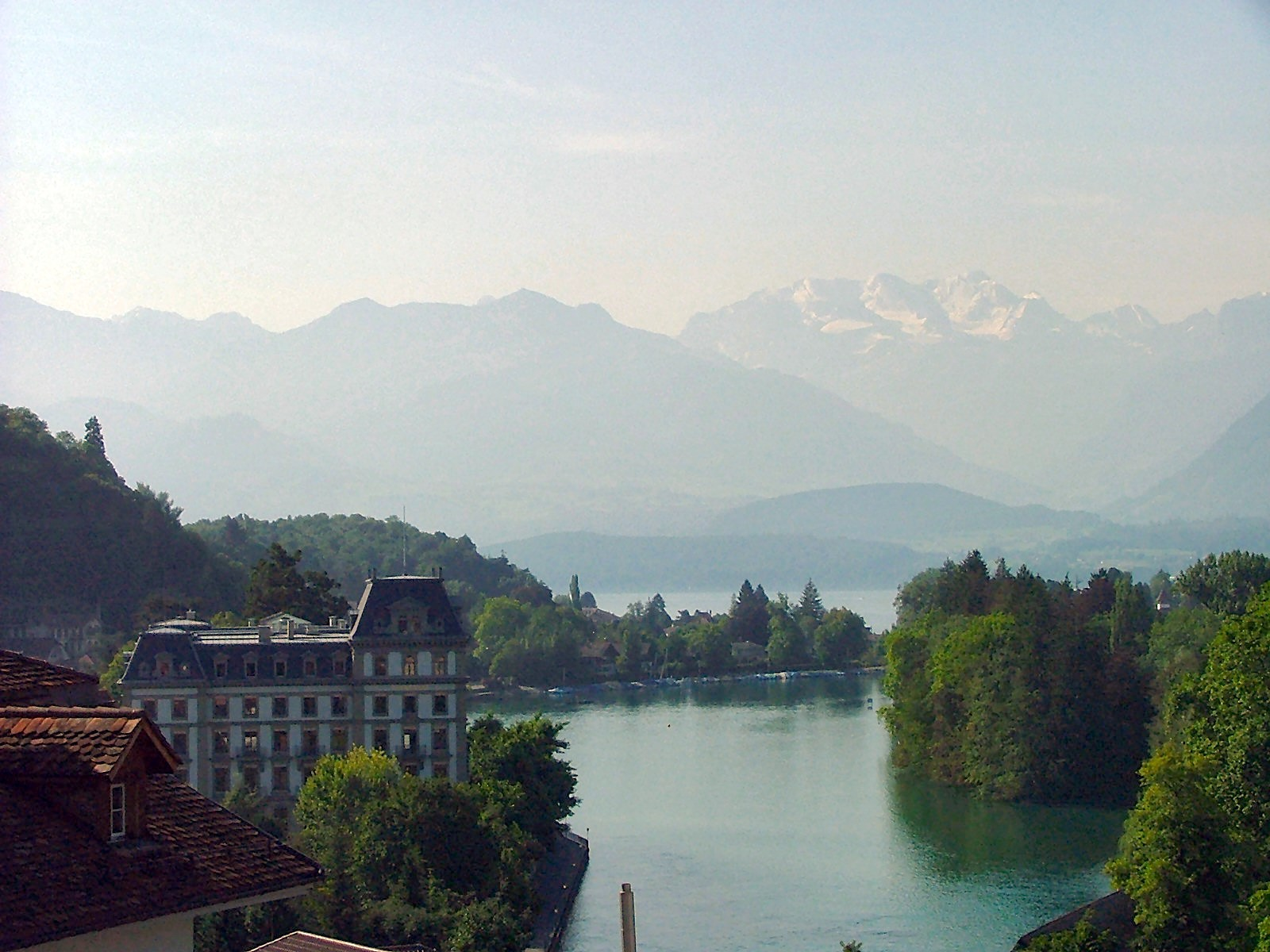
Il lago di Thun in Svizzera, le cui rive sono state molto apprezzate dai romantici francesi.

### La trasformazione di idee e costumi
Il regno di Francia era cambiato dopo il frenetico XVIII secolo. Presero mano trasformazioni economiche e sociali notevoli, con lo spirito rivoluzionario che influenzò fortemente la successiva letteratura e filosofia, introducendo per la prima volta le idee di democrazia e dei diritti e delle libertà individuali. Nelle parole di Emilia Pardo Bazán il «romanticismo rappresenta tre direzioni principali: individualismo, rinascita religiosa e sentimentale post-rivoluzione e l'influenza data dalla contemplazione della Natura».
La naturalezza amata dai romantici non è quella saggia e ordinata senza alcuna esuberanza dei giardini, come com'era per i classicisti, si sviluppò bensì un gusto nei confronti della vera natura, con i suoi capricci e la sua ferocia. Meudon, la foresta di Montmorency e Fontainebleau si fecero presto asilo per coloro che cercavano introspezione e tranquillità.
Queste aree quasi del tutto isolate erano anche favorevoli al genere epistolare, che può esser veduto come una delle principali note romantiche. Si svela così un'altra vita al di là dei salotti di classe e molti dei loro precedenti frequentatori si troveranno ad andare in cerca della natura, come si legge nelle corrispondenze di Jeanne Julie de Lespinasse Eleonore, di Sophie Lalive de Bellegarde o della contessa Francoise Eleonore Dejean Manville tra gli altri. La contemplazione della natura diviene un culto, una fonte d'ispirazione e di esaltazione della fantasia basata sulla filosofia di Rousseau.
Il paesaggio romantico per eccellenza ai confini di ogni paese diventano i laghi e le montagne della Svizzera. Un esempio è la poesia dello svizzero Albrecht von Haller "Die Alpen" che descrive un ricordo iniziando con la descrizione dei laghi intorno alla regione di Ginevra, il lago Lemano, il lago di Bienne ed il lago di Thun tutti di media altitudine: essa fu ben presto tradotta in diverse lingue, contribuendo a rendere il territorio svizzero una delle mete turistiche più importanti nel XIX secolo.
Anche se lo spirito enciclopedico, intriso con il razionalismo e la rivoluzione francese aveva decimato il sentimento e le manifestazioni religiose francesi a seguito della caduta dell'Ancien Régime, il movimento romantico ha avviato un risveglio religioso e monarchico, esemplificato da François-René de Chateaubriand col suo Genio del Cristianesimo; opera quest'ultima che è servita come scintilla per i due flussi all'interno del romanticismo religioso, ossia l'apologetica e l'introspezione religiosa alla Lamartine.

### Il ritorno al Medioevo
Secondo lo scrittore e poeta romantico tedesco Heinrich Heine la scuola del romanticismo non è altro che un revival delle canzoni, dei temi e dell'arte medievale. Questo interesse per i secoli passati è dato da una revisione delle varie tradizioni nazionali nota come nazionalismo romantico ed è caratterizzata da un tentativo di salvare i "romance" (storie d'amore), i poemi epici cavallereschi e i temi caratteristici del Medioevo.
Colui che diede maggiormente impulso a questa tendenza fu in terra francese fu soprattutto il conte Louis-Elisabeth de Vergne di Tressan, che scrisse nel 1782 i suoi "Extraits des romans de chevalerie". Si ritrova l'interesse per i trovatori e l'amor cortese così come sono ben accolti i racconti e romanzi di epoca medioevale per l'apparente ingenuità ed il loro linguaggio.
La "biblioteca delle novelle" e la "biblioteca azzurra" (Bibliothèque bleue), come viene indicata nella letteratura popolare del XVII-XIX secolo, prodiga ai suoi lettori estratti ed adattamenti de I quattro figli di Aimone, Huon di Bordeaux, Amadigi di Gaula, e delle figure di Genevieve di Brabante e Giovanni di Parigi; François Villon e Carlo di Valois-Orléans sono salvati dall'oblio. Anche le opere di Clément Marot sono ampiamente lette e le poesie, novelli e romanzi del periodo divengono presto pieni di cavalieri, tornei, dame e paggi reali.

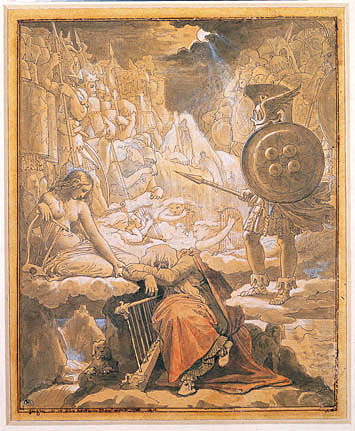
"Il sogno di Ossian" (1812), di Ingres.

### Influenza inglese
Le influenze straniere sono state anch'esse molto importanti in questo movimento romantico, soprattutto da parte inglese. La letteratura romantica in Inghilterra aveva cominciato ad ampliarsi poco prima del 1760, acquisendo le teorie di libertà politica e governo costituzionale espresse da John Locke, e che saranno sviluppate in seguito da Voltaire e Montesquieu.
Ma il barone d'Holbach, Helvétius e gli altri fautori dell'Encyclopédie non tardarono a rivaleggiare con gli scrittori inglesi e anche se Pamela, o la virtù premiata  di Samuel Richardson e il romanzo gotico in generale è stato ampiamente letto in Francia, il prestigio dato dalla filosofia e dal liberalismo inglese era via via diminuito. L'Inghilterra della seconda metà del XVIII secolo non è altro che il paese, oltre che di Richardson, di Henry Fielding, Edward Young ed Ossian; particolarmente importante è stata l'influenza dei primi due, come si vede nella stessa "Lode a Richardson" di Denis Diderot.
Il teatro inglese è stato assaporato con lo stesso zelo e passione dei romanzi, così che William Shakespeare fu aspramente discusso: Voltaire lo considerava difatti volgare e osceno, ed anche Antoine Rivaroli e Jean-François de La Harpe la pensavano più o meno come lui. Tuttavia l'attore britannico David Garrick, assai famoso nel mondo del teatro, venne ad interpretare a partire dal 1751 parti di Amleto, Re Lear e soprattutto di Romeo e Giulietta e Otello, tutte opere che erano molto popolari a Parigi.
Un'altra importante influenza della letteratura inglese era quella data dalla scuola cimiteriale. Alcuni autori francesi avevano già decantato precedentemente ad essa della pace solenne delle tombe e dei morti, ma questo senza cercare d'imitare od importare il nuovo genere, precursore della letteratura gotica; furono gli inglesi James Hervey, Thomas Gray - ma innanzitutto il già citato E. Young - coloro che maggiormente estesero quest'aspetto letterario-poetico.
Il poemetto "I Night Thoughts" (Le Notti) di Young sono discorsi, meditazioni oratorie e ampi monologhi sulla fede e sulla morte fisica; questi risultarono essere un successo clamoroso a partire dal momento in cui vennero per la prima volta tradotti nel 1769 in francese da Pierre Letourneur, mostrando la prosa enfatica e per lo più cupa e lugubre dell'originale. Grazie a tutte queste influenze e nonostante il ridicolo con cui veniva bollato dai detrattori, il genere gotico si è venuto via via a consolidarsi poco per volta.
Gli eroismi narrati e descritti da Jean Dorat e Charles-Pierre Colardeau, i romanzi e i racconti di François-Thomas-Marie de Baculard d'Arnaud ("Les Epreuves du sentiment", "Les Délassements de l'homme sensible", "Les Époux malheureux"), "Le meditazioni" e "L'uomo selvaggio" di Louis-Sébastien Mercier sono tutti pieni di misticismo, tempeste, cortei funebri, teschi e scheletri, follia, crimini e pentimento.
Più veloce e potente è stata invero l'influenza prodotta dai Canti di Ossian la cui versione definitiva realizzata dal folclorista e maestro di scuola scozzese James Macpherson è datata 1772; egli raccolse una serie di canzoni e vecchie ballate che inizialmente attribuì al bardo gaelico Ossian. Tali poesie vennero tradotte e molto presto ebbero un'ampia diffusione in tutto il continente europeo, anche dopo che si scoprì trattarsi di una frode e che l'unico vero autore era lo stesso Macpershon.
Nelle "Poesie di Ossian" troviamo un mondo avventuroso di fantasia, eroi e divinità nordiche, paesaggi di gelo e nebbia, temporali e venti ricolmi di fantasmi; in esse si raccoglie tutto quello che la letteratura nordica o d'impronta celtica conteneva, con visioni funebri di splendore e misticismo. Il Galles, l'Irlanda, la Scozia, la Danimarca, la Norvegia ad esempio, assieme a tutti gli altri paesi celtici e germanici servirono da fonte di ispirazione, e tutti i bardi furono ammirati ed imitati, dai druidi Galli ai protagonisti delle saghe scandinave.
Secondo il critico ottocentesco Émile Faguet la letteratura in lingua inglese non rimase in fase di stallo né calò di popolarità in Francia anche grazie e a causa delle sofisticate traduzioni, mentre l'adulterazione di Shakespeare da parte di Letourneur - anche se abbastanza fedele nel complesso - veniva a correggere ciò che egli chiamava "banalità e stile rude". Anche gli adattamenti di Jean-François Ducis ebbero molta fortuna, sebbene anch'essi abbastanza infedeli in quanto l'autore non ne conosceva la lingua.

### Influenza tedesca
Potrebbe a prima vista sembrare che l'influenza della lingua tedesca, dove il movimento romantico si era presto sviluppato molto rumorosamente (si veda ad esempio lo Sturm und Drang) dovesse farsi sentire anche in Francia, ma così invece non fu. La letteratura romantica in Germania è stata ignorata, quando non apertamente disprezzata, fino a tutto il decennio 1760-70. A poco a poco, però, anche in terra francese hanno cominciato a percepire alcuni dei grandi nomi che questo paese aveva prodotto: Christoph Martin Wieland, Friedrich Gottlieb Klopstock, Christian Fürchtegott Gellert e Friedrich von Hagedorn.
È solo alla fine del secolo, che la lettura Friedrich Schiller e Goethe hanno rivelato un'altra Germania, più calda e maggiormente intrisa di spirito romantico. Si operò così per tradurre innanzi tutto I dolori del giovane Werther, che abbaglia subito con il suo fascino tutti i francesi colti con varie traduzioni e adattamenti che si realizzano tra il 1775 e il 1795: non meno di una ventina di romanzi di quegli anni innalzano la pena d'amore fino al culmine estremo del suicidio, o almeno in una disperazione ed in un orrore predestinato.
Moltissimi membri della gioventù dell'epoca sognava di essere Werther, trasformandosi in lui stesso con affettazione dopo averlo letto; la nevrastenia e l'esaurimento nervoso divenne una moda tra le giovani donne: proliferarono anche i suicidi dovuti al disgusto nei confronti della vita, come accadde al giovane che si sparò nel parco di Ermenonville di fronte alla tomba di Jean-Jacques Rousseau.

## Primo periodo: Chateaubriand e Madame De Staël (1800-20)

### La letteratura della rivoluzione
L'epoca rivoluzionaria non è stata una grande epoca letteraria; le maggiori preoccupazioni dei filosofi e degli scrittori d'allora non erano rivolte alla letteratura,bensì alla trasformazione sociale. Inoltre, se consideriamo il periodo rivoluzionario a causa della molteplicità degli eventi accaduti e della loro primaria importanza, esso pare immenso: la sua durata effettiva di solamente dodici anni fu sufficiente in un colpo solo a rinnovare l'intera letteratura del tempo, anche se vi erano i primi segni di trasformazione già negli anni precedenti.
Con l'eccezione di Marie-Joseph Chénier, l'autore di "Carlo IX", il tempo rivoluzionario conserva le proprie opere senza quasi mai menzionare il nome del poeta; questo tranne l'eccezione delle opere di André Chénier (fratello maggiore del precedente) che però non sarà noto fino al 1819 e che alcuni critici, come ad esempio Emilia Pardo Bazán, che segue Ferdinand Brunetière, esita ad includerlo come autore romantico, considerandolo invero come "il classico di sempre".

### La letteratura del Primo Impero
Napoleone Bonaparte si trovò a favorire alcuni poeti i quali cercarono a loro volta di creare sotto il suo impero un'immagine di "età augusta" o "periodo d'oro". Con quest'idea in mente aveva anche chiesto all'eminente studioso Jean-Pierre Louis de Fontanes di trovargli un nuovo Corneille, ma questi fu capace di scoprire solo Jean-Charles-Julien Luce de Lancival autore di "Hector".
Mentre le figure di Goethe e Friedrich Schiller si stagliavano ad illuminare la letteratura romantica in Germania e Byron rivoluzionava l'ambito letterario in Inghilterra, la Francia possedeva ancora solo scrittori bloccati in un'epoca precedente, che producevano inoltre niente più che dei pallidi calchi dei capolavori del passato: nella poesia, narratori che si dicevano semi-elegíaci tipo il succitato Fontanes ("Le Jour des Morts à la campagne"), François Andrieux ("Le Meunier Sans-Souci"), Antoine-Vincent Arnault ("Fables"); nel teatro, tragedie pseudo-classiche di Népomucène Lemercier, Étienne de Jouy o François Just Marie Raynouard.

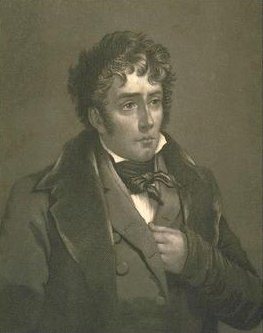
François-René de Chateaubriand.

### Chateaubriand
Oltre alle lettere ufficiali ha vissuto però anche altra letteratura; il torrente che nasce e si sviluppa originariamente con Rousseau non si era fermato e le grandi vampate romantiche, pur essendo intermittenti, si dimostravano peraltro assai impetuose.
François-René de Chateaubriand (1768-1848) lasciò opere come Atala (1801), Il Genio del Cristianesimo (1802), René (1802), I martiri (1809) o la traduzione del Paradiso perduto di John Milton. Chateaubriand porta essenzialmente due cose alla letteratura francese; il sentimento spirituale di esotismo ed una qual certa rinascita religiosa.
L'esotismo per descrivere il Nord America in Natchez, il Medio Oriente nel suo "Itinéraire de Paris à Jérusalem", il mondo antico ne I martiri, i luoghi primitivi celtici e tedeschi che il protagonista avrebbe visitato durante i lunghi anni dell'esilio. Chateaubriand introduce un'arte cosmopolita, piuttosto che un'arte puramente nazionale; seguace di Rousseau, chiede anche ad Atala e René di chiarire la vera emozione data dalla malinconia e di trasporla su carta.
La Francia post-rivoluzionaria si ritrovò a riaprire le sue porte al cristianesimo e Chateaubriand, a partire dalle lezioni e teorie presentate nel Genio del cristianesimo, un variegato poema elogiativo dell'operato di Dio, riuscì a farsi strada tra i poeti francesi diventando col tempo un protetto del Primo Console Napoleone, facendo uscire l'opera lo stesso giorno in cui vennero ancora una volta aperte le porte della Cattedrale di Notre-Dame al culto dopo averne terminato i lavori di riforma. Napoleone volle in tal maniera far riconciliare il paese col Vaticano, questo per poter essere incoronato direttamente dal papa Pio VII nella sua qualità di "imperatore dei francesi".
Chateaubriand s'inimicherà maggiormente con l'imperatore a seguito dell'esecuzione di Luigi-Antonio Enrico di Borbone-Condé, il duca d'Enghien, sostenendo il ritorno della famiglia Borbone e facendosi per questo molti pericolosi nemici. La sua vita politica era sempre molto impegnata, anche se la sua popolarità non ebbe subito quell'impennata prodigiosa che lo caratterizzerà, in quanto l'influenza di Chateaubriand è sensibile solo a partire dai primi anni del 1820, ma fu molto estesa ed ebbe enormi conseguenze.

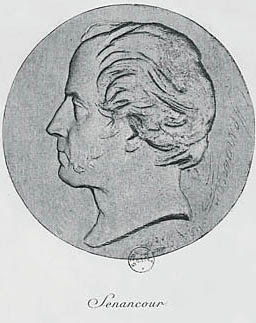
Medaglione ritraente Étienne Pivert de Senancour.

### Senancour
Étienne Pivert de Senancour è stato uno dei primi discepoli di Rousseau. Nel tentativo di evitare una professione per la quale non aveva la vocazione, fuggì in Svizzera nel 1789 di modo che, una volta avviatasi la rivoluzione, venisse incluso nella lista degli "emigranti" impedendogli il ritorno. Obermann è il romanzo epistolare che più ci si ricorda di lui, pubblicato nel 1804; in questo libro l'autore ha voluto rappresentare se stesso, mostrando gli scritti intimi di un eroe sfortunato divorato dalla noia, ma anche dai dubbi e dalle preoccupazioni.
Il suo lavoro non ebbe il successo sperato quando venne pubblicato per la prima volta, ma in seguito quello che fu definito come il "male Oberman" si trasformò nel "male del secolo".

### Madame de Staël
Più immediata e decisiva è stata l'influenza avuta da Madame de Staël (1766-1817) nel rinnovamento letterario.
Costretta, a causa della sua ostilità nei confronti di Napoleone, a vivere al di fuori dei territori francesi, trascorse un lungo periodo di tempo in terra tedesca, ove le fu così rivelata una nuova forma d'arte la quale abbracciò entusiasta. Ma per poter dare il benvenuto a questa nuova tipologia artistica, occorreva che la Francia sperimentasse un rinnovamento letterario.
La vita della società aveva perfezionato talenti e sentimenti, ma a tutto discapito dell'individualità; gli autori scrivevano nella loro generalità a partire da regole convenzionali, ciò per essere immediatamente oggetto di riconoscimento da parte del pubblico che in tal maniera si abituava presto a loro. Gli scrittori più tradizionali si sono fatti notare solamente in quei generi che rappresentavano una mimesi dei costumi sociali contemporanei, o come un segno di stile e raffinatezza: la poesia descrittiva o la dialettica, la poesia leggera o burlesca.
I romantici tedeschi, al contrario, hanno prodotto una poetica personale e del tutto intima, viva espressione dei più profondi sentimenti, in una continua sfida verso le convenzioni classiche: è il sentimento della poesia, la fantasticheria lirica, il misticismo, la creazione di una letteratura originale, completamente indigena e personale, assai filosofica e profonda seria.
Tutto questo la Staël lo presentò come la letteratura del futuro, che separava la produzione letteraria in due modi: in primo luogo il classicismo ad imitazione dell'antichità classica e dall'altro quello che sarebbe diventato il Romanticismo, termine che cominciò ad essere utilizzato proprio in francese, che aveva recuperato la tematica cristiana, il periodo del Medioevo e l'ispirazione al Nord con le sue ambientazioni solitarie e desolate.
Le idee di Mme de Staël hanno contribuito ad ampliare gli orizzonti, fecero girare la testa e gli occhi verso l'altro lato del Reno, come già François-René de Chateaubriand aveva voltato il viso attraverso il Canale de La Manica. In "Dalla letteratura considerata nei suoi rapporti con le istituzioni sociali" fa un confronto tra il sassone e le tradizioni letterarie latine, indicando propriamente nei paesi anglosassoni la fonte del rinnovamento letterario: "La letteratura deve diventare europea" ebbe a proclamare la Staël, e se gli scrittori francesi avessero frequentato l'italiano, lo spagnolo e l'inglese, assieme con il commercio tedesco che era relativamente nuovo, dovevano avvertire quello che avrebbero potuto offrir loro. Ciò vale in particolare nell'avvertimento che Mme de Staël dà con forza nella sua opera "De l'Allemagne" (1810), che ha avuto un forte impatto ed ha posto le basi del romanticismo e di gran parte della letteratura più tarda.

## La rivoluzione romantica (1820-30)

### Cause dello stabilirsi definitivo del romanticismo nella letteratura francese
La rivoluzione letteraria che era stata preparata nel XVIII secolo, annunciata da Chateaubriand e Mme. de Stael, si trovò tuttavia in incubazione per un certo lasso di tempo; il libro di Mme. de Stael, in particolare, rimase sepolto per molti anni dalla polizia imperiale. La poesia classica è stata utilizzata come propaganda e protezione del primo impero francese e l'ortodossia era prova di fedeltà e buona cittadinanza.
Ma la generazione del 1815, dopo la caduta definitiva di Napoleone, era molto meno disposta a sottomettersi a norme sociali, pronta com'era a fare dell'"Io" la misura dell'universo; è per questo "Io" tormentato ed orgoglioso che gli artisti iniziarono ad esprimersi, abbandonando finalmente tutte quelle forme che li avevano fino ad allora mantenuti legati. Anche nelle correnti filosofiche si presentò un cambiamento, a differenza della generazione precedente illustrata e rappresentata dagli enciclopedisti: i romantici erano i diretti eredi del sensismo di Étienne Bonnot de Condillac e furono per lo più monarchici e cattolici.

### La prima vittoria: Le "meditazioni poetiche" di Lamartine
Le Meditazioni poetiche di Alphonse de Lamartine apparvero per la prima volta anonime nel 1820; questo è stato il debutto dell'autore in poesia e l'inizio della poesia romantica nella letteratura francese. Dopo la poesia sensuale, secca e convenzionale degli ultimi classicisti, l'originalità di un poeta che ha osato essere emotivo e onesto ha scioccato il pubblico francese, facendogli godere di un notevole successo. I principali temi della poesia lirica di Lamartine sono l'amore come effusione platonica che porta alla Divinità.
Poesie come "Il lago", "Isolamento", "L'Autunno" o "Il Vallejo" hanno portato a perfezione questa poetica personale, sentimentale e descrittiva, elegiaca e febbrile, che si pone per essere uno dei maggiori trionfi del romanticismo; "Il Tempio" e "Immortalità" hanno invero inaugurato anche una poesia filosofica e religiosa di una nuova sonorità, in cui Victor Hugo e Alfred de Vigny si sarebbero ispirati e che lo stesso Lamartine, dieci anni più tardi, è stato colui che riuscì a portare alla perfezione nelle "Armonie". Il lirismo di Lamartine ha molte componenti di neoplatonismo, includendovi pure reminiscenze di antichi poemi indiani come il Mahābhārata, il Rāmāyaṇa e i Veda.

### Victor Hugo e la battaglia romantica
I romantici difendono la letteratura qual espressione della società, per cui a questi principi letterari se ne aggiungono anche altri più eminentemente politici. Il movimento romantico inizia monarchico e cattolico, così come'era stato inizialmente esposto da Chateaubriand e da Madame de Stael e fu afflitto, agli occhi dei suoi critici, di notevoli germanismi rispetto al classicismo nazionale tradizionale. La critica letteraria di questo periodo ha innescato quella che è diventata nota come "battaglia" che ha avuto luogo in tutte le correnti artistiche, ma lo ha fatto più duramente nel teatro, dove Victor Hugo era il suo massimo esponente.

### La lotta per la poesia
Due anni dopo le Meditazioni poetiche di Lamartine, una nuova raccolta di poesie, un volume di Odi il cui autore era un giovane di appena venti anni, Victor Hugo. Questa collezione, così come le poesie che sono state pubblicate nella "Muse Française" da giovani e sentimentali scrittori come Alfred de Vigny, Charles Nodier, Emile Deschamps, Marceline Desbordes-Valmore, Sophie e Delphine Gay (la futura Madame de Girardin) non hanno fatto altro che amplificare il successo ottenuto dalla nuova forma poetica presso il grande pubblico.
La Odi di V. Hugo furono presto aumentate ed integrate sotto il titolo di Ballate. Vi era ancora una grande franchezza in una tale poesia, pur rimanendo abbastanza classica, ma la scuola di Jacques Delille e di Jean-Charles Julien Luce Lancival la trovarono già magnifica; questa nuova tipologia poetica non è stata invece ben accolta dall'accademia

## Il regno del romanticismo (1830-43)

### Romanzo
Il romanzo è stato oggetto di una importante fase di ristrutturazione totale, che ha portato ad una chiara distinzione tra quattro nuove forme di narrativa:
- Il romanzo sentimentale stesso, la novella romantica propriamente detta per definizione, presenta la rottura insoluta di un individuo con il mondo che lo circonda ed è spesso scritto in prima persone o in forma epistolare: alcuni esempi di questi romanzi sono Atala (1801) e René (1802) di François-René de Chateaubriand, Obermann (1804) di Étienne Pivert de Senancour, Corinna o l'Italia (1807) di Madame de Staël, Adolphe (1816) di Benjamin Constant, Armance (1827) di Stendhal, i romanzi di George Sand come Lélia (1833), Indiana e Consuelo (1842-43), le Confessioni di un figlio del secolo di Alfred de Musset o Mademoiselle de Maupin di Théophile Gautier.
- Il romanzo pseudo storico. V. Hugo aveva già pubblicato "Han d'Islanda" (1823) e "Bug-Jargal" (1826), novelle molto immaginative e fantasiose, ma nel 1831 fece uscire Notre-Dame de Paris ove l'autore vuol far risorgere tutt'attorno alla Cattedrale di Notre-Dame la vita della Parigi del XV secolo con le sue strade nere ed infette ed il formicolio di studenti, mendicanti e ladri. Secondo gli storici, tuttavia, il lavoro di Hugo manca di credibilità, che sarà il punto di partenza per la futura generazione dei realisti.
- Il romanzo di avventura o viaggio.
- Il romanzo sociale precedente alla narrativa realista. I due rappresentanti principali sono l'opera stendhaliana Il rosso e il nero (1830) e La Commedia umana di Honoré de Balzac con Papà Goriot (1834); anche Victor Hugo ha dato il proprio contributo a questo genere con I miserabili (1862) e Dumas figlio con La signora delle camelie (1848).

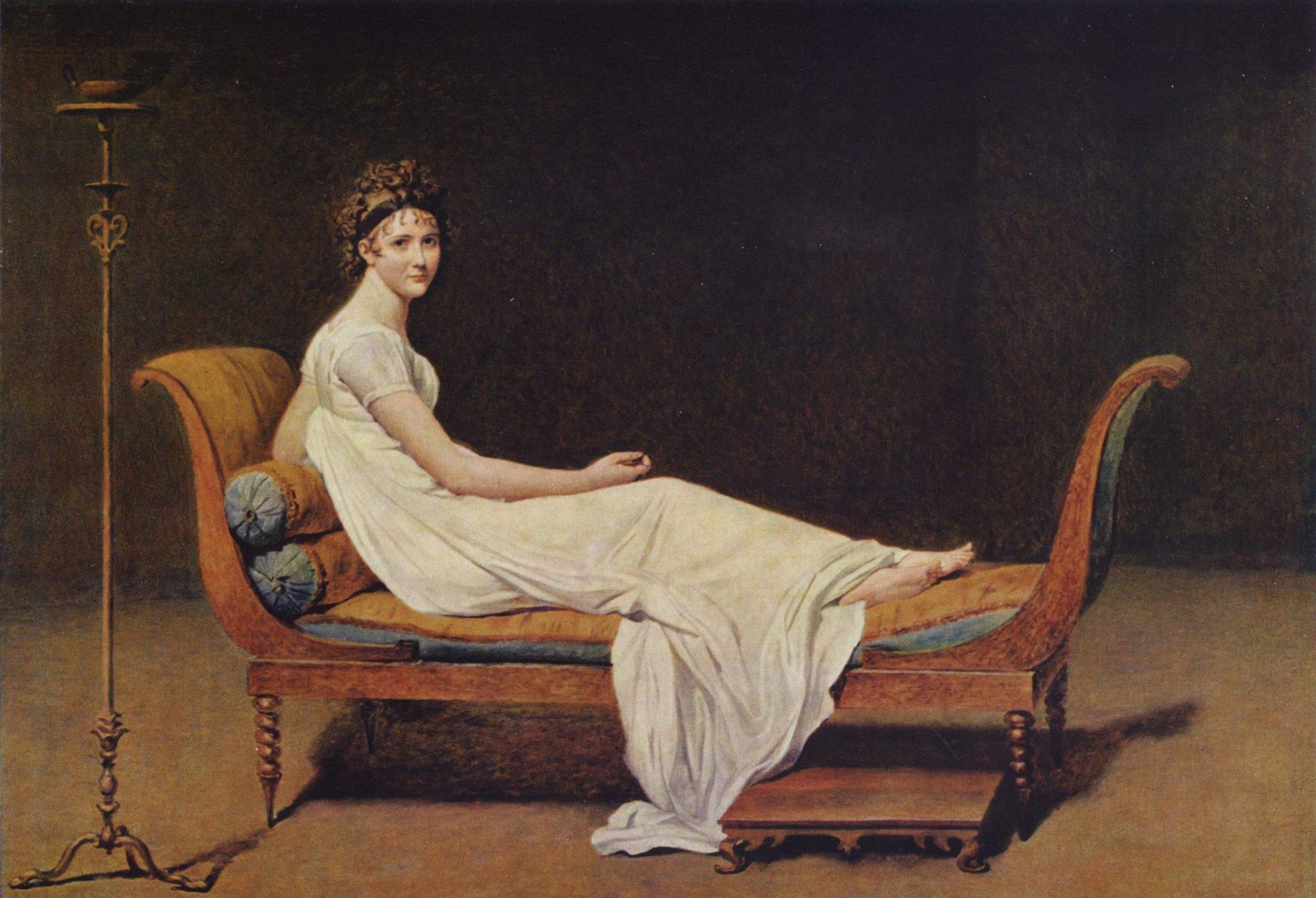
Ritratto di Madame Récamier (1800), di Jacques-Louis David. Juliette Récamier, celebre per la sua bellezza, nel suo salotto ha attratto gli uomini più notevoli del suo tempo; Chateaubriand è stato uno dei suoi principali ammiratori.

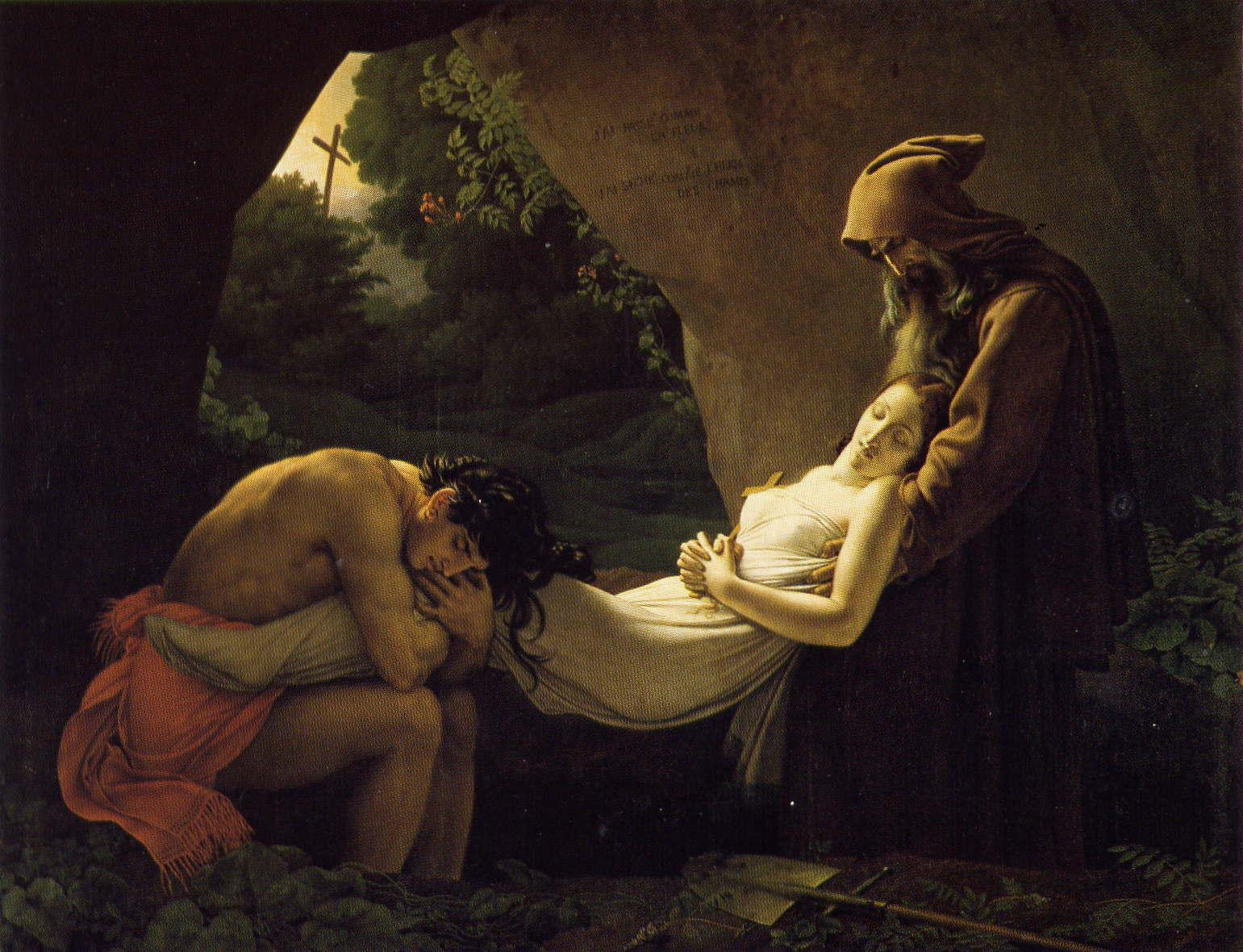
I funerali d'Atala (1808), di Girodet-Trioson e conservato al museo del Louvre. Per la correttezza e l'eleganza del disegno, questo dipinto ricorda le tendenze della scuola di Jacques-Louis David, ma restituisce anche l'effetto romantico che Chateaubriand, di ritorno dalle rive dell'Ontario e del Mississippi, ha di fatto inaugurato nella letteratura.